# San Nicola da Crissa
San Nicola da Crissa – miejscowość i gmina we Włoszech, w regionie Kalabria, w prowincji Vibo Valentia.
Według danych na rok 2018 gminę zamieszkuje 1312 osób, 68 os./km².